# Skrillex
Sonny John Moore (Los Ángeles, California; 15 de enero de 1988), conocido por su nombre artístico Skrillex, es un DJ, cantante, remezclador y productor discográfico estadounidense. Comenzó su carrera en 2004 como vocalista de la banda de post-hardcore From First To Last. Tras dejar el grupo en 2007 desarrolló su carrera en solitario adoptando un sonido inspirado en la música electrónica. 
Moore se crio en diferentes localidades de California y a principios de 2004 se mudó a Georgia para liderar la banda From First to Last, con la que grabó los álbumes Dear Diary, My Teen Angst Has a Body Count y Heroine antes de iniciar una carrera como solista en febrero de 2007. Conocido simplemente como Sonny, participó en múltiples giras a nivel nacional tocando sus demos y en 2009 publicó el EP Gypsyhook. Ese año adoptó el seudónimo "Skrillex" y su música pasó a tener un sonido inspirado en la música dance y el dubstep. Adquirió popularidad un año más tarde con Scary Monsters and Nice Sprites y en 2012 recibió cinco nominaciones a los Premios Grammy, incluida una al mejor artista nuevo. Su discografía ejerció un papel fundamental en la popularización de los géneros dubstep y brostep; sus mayores éxitos incluyen temas como «Scary Monsters and Nice Sprites», «Bangarang», «First of the Year (Equinox)» y «Purple Lamborghini».
Skrillex se convirtió en el músico dance más laureado en la historia de los Premios Grammy tras superar al dúo francés Daft Punk en 2013, y actualmente cuenta con nueve premios y diecisiete nominaciones totales. DJ Mag lo consideró como el noveno mejor pinchadiscos del mundo desde 2014 hasta 2016, mientras que 1001Tracklists lo nombró como el mejor productor musical desde 2016 hasta 2017. Además, se destacó como coproductor de artistas como Justin Bieber, Camila Cabello, Jennifer Lopez, The Weeknd y Mariah Carey, y formó parte de los supergrupos Dog Blood (2012-presente) con Boys Noize, y Jack Ü (2013-2016) con Diplo. Con este último realizó el sencillo «Where Are Ü Now», del que se vendieron cinco millones de copias únicamente en Estados Unidos.

## Vida y carrera

### Niñez e inicios artísticos (1988-2003)
Sonny John Moore nació el 15 de enero de 1988 en Highland Park, un vecindario situado al noroeste de Los Ángeles, California. Hijo adoptivo de Scott y Francis Moore, vivió parte de su infancia en Forest Hill —una pequeña comunidad de la ciudad de San Francisco— y tuvo una crianza carente de límites. Pasado su primer lustro de la escuela primaria, comenzó a idolatrar a Michael Jackson y se interesó tanto por el baile como por la música, pero no fue hasta sus nueve años que se propuso ser músico, tras recibir una guitarra en la Navidad de 1997. Gracias a esto, inició su formación como guitarrista en el Guitar Center de San Francisco.
Luego de asistir a un internado en el Desierto de Mojave, volvió con sus padres a la ciudad de Los Ángeles, donde fue inscrito en una escuela de artes privada. Allí comenzaron sus problemas en el ámbito escolar, ya que en su preadolescencia atravesó una fase emo y empezó a sufrir de acoso por parte de sus compañeros de clase. Moore presentaba problemas de comportamiento en su colegio, y a los catorce años fue descubierto por un profesor mientras fumaba un cigarrillo. Tras este suceso, pidió permiso a sus padres para dejar de asistir al instituto y comenzó a tomar clases en casa.
A finales de la década de 1990 y principios de los años 2000, comenzó a asistir a conciertos de música rock en su ciudad y allí hizo varios amigos con los que formó su primera banda: The Riots. Poco tiempo después dejó dicha agrupación y, en años posteriores, se unió a Hazel-rah —una banda local de rock vanguardista— y atRisk, donde ejerció como líder desde 2001 hasta 2003. Además de su faceta roquera, Sonny se interesó por la música electrónica gracias al sello discográfico Warp y comenzó a producir música con el software Fruity Loops.
A sus dieciséis años se enteró de que era adoptado cuando un allegado le comentó «haber visto a su madre el otro día», refiriéndose a una amiga de la familia Moore. Luego de esto y bajo el pretexto de descubrirse a sí mismo, dejó la escuela y se mudó al estado de Georgia, donde fue recibido por Matt Good, un guitarrista local que le permitió audicionar para entrar a su banda de post-hardcore From First to Last y desempeñarse como guitarrista.

### Primer éxito con From First to Last (2004-2007)
Tras la abrupta salida de Phillip Reardon, los miembros de From First to Last se dieron a la tarea de buscar a un nuevo líder. De esta forma y tras tener éxito en la audición, el puesto fue ocupado por Moore, quién además de guitarrista, fue nombrado cabeza del grupo y principal vocalista. La razón de esto último fue la falta de ocupantes para dicho rol, además de que sus compañeros de agrupación quedaron gratamente sorprendidos tras escucharlo cantar durante una grabación de copias de seguridad para sus canciones.
Con Moore en la posición de líder y bajo el sello discográfico Epitaph, la banda publicó su álbum debut el 29 de junio de 2004: Dear Diary, My Teen Angst Has a Body Count. Luego de que este se posicionase en la 21.° y 12.° colocación de las listas Independent Albums y Heatseekers Albums respectivamente, dieron inicio a una gira para promocionar el álbum por Estados Unidos. De la misma, Moore solamente participó durante una semana y media debido a que desarrolló problemas en sus cuerdas vocales, producto de su nula formación como vocalista de música post-hardcore. Por este motivo, sus cuerdas vocales se veían muy afectadas cuando se daba a la tarea de interpretar. Desde entonces tuvo que comenzar a ausentarse con más frecuencia de las presentaciones del grupo, lo que dio fuerza a rumores de los fanáticos sobre una presunta muerte, cosa que él mismo salió a desmentir en dos ocasiones.
Esta situación en su voz escaló hasta la formación de un nódulo, el cual le obligó a someterse a una cirugía extirpadora en mayo de 2005. Inmediatamente después, la banda inició la realización de un segundo álbum de estudio, Heroine, que fue lanzado el 21 de marzo de 2006 y contó con la producción de Ross Robinson. Se trató de una obra mucho más exitosa que la anterior, ya que contó con 33 mil ventas en su primera semana y se posicionó en el 25.° lugar de la lista Billboard 200. A pesar de esto, la banda se vio obligada a no participar de algunas giras importantes como el Warped Tour de ese año, decisión impulsada por el desarrollo de un nuevo nódulo en las cuerdas vocales de Moore.
La falta de su presencialidad en los conciertos era generalmente cubierta por otros miembros de la agrupación, e incluso en ocasiones por Craig Owens de Chiodos, quién había aceptado ser el vocalista en vivo de la banda. Este mismo plan se trazó para tomar lugar como agrupación invitada en la gira promocional del álbum A Death-Grip on Yesterday de Atreyu, donde Sonny participó exclusivamente como guitarrista. No obstante y pasado un mes del inicio de la tournée, los organizadores vieron de manera negativa que Moore no tomase el rol de vocalista y, a finales de octubre, decidieron expulsar a From First to Last de los siguientes conciertos. Esto terminó con una denuncia pública a través de la cuenta oficial de la banda en MySpace: «Nuestro plan para permitirnos tocar durante el resto [de la gira] no se tuvo en cuenta y, mientras nuestro equipo se preparaba para el espectáculo en Worcester, nos informaron que nos iban a dar de baja. Comprendan que no fue nuestra elección dejar esta gira, nos obligaron a irnos».
Finalmente, tras un período de bajas ventas y los múltiples problemas con su voz, Moore comunicó el 27 de febrero de 2007 que dejaba la banda con la finalidad de emprender una carrera en solitario.

### Carrera en solitario y popularización (2007-2010)
A sus diecinueve años y bajo con el seudónimo Sonny, comenzó su carrera en solitario teniendo deudas superiores a 90 mil dólares, producto de las múltiples cirugías en sus cuerdas vocales. Además, los medios digitales de la época —como The Whyville Times— presagiaron que su carrera no tendría éxito porque «los líderes de bandas como From First to Last son populares debido a la banda en la que están». Tras publicar sus primeras maquetas («Signal», «Equinox» y «Glow Worm») en MySpace, se mudó a la casa del tecladista Aaron Rothe en Downtown Los Ángeles, distrito donde ofreció su primer concierto como solista en compañía de la arpista Carol Robbins.
A finales de ese año participó como artista invitado de una gira de Team Sleep, que duró desde el 29 de noviembre hasta el 16 de diciembre. Fue en ese último mes que lanzó un álbum independiente llamado Bells, que contenía dieciséis demos y que fue exclusivamente distribuido en sus conciertos. Aún sin ser separado de su pasado como líder de From First to Last por los medios y el público, en 2008 siguió realizando presentaciones como músico invitado en giras nacionales, entre ellas el Alternative Press Tour, y a mediados de ese año fundó una banda soporte para espectáculos llamada Sonny & the Blood Monkeys (compuesta por Aaron Rothe, Chris Null y Sean Friday). No fue hasta abril de 2009 que puso fin a su carrera como Sonny tras publicar Gypsyhook bajo Atlantic Records, EP que fue calificado con un 1 sobre 10 por el medio Under The Gun, que lo catalogó como basura: «Estoy a favor de ser original y dar un nuevo paso en tu carrera, pero Sonny, ¿hablas en serio? [...] ¿Quién obligó a un sello tan importante llevar esto a las masas?».
Meses antes comenzó un proyecto musical en paralelo, más enfocado en la música electrónica. Aunque durante un breve período se paseó por los clubes nocturnos de Los Ángeles con el alias Twipz, se rebautizó como Skrillex y se dedicó a remezclar canciones para The Library, Horse the Band, The All-American Rejects, Casxio, Bring Me The Horizon y Twin Atlantic, además de la realización de un remix para la canción «Bad Romance» de Lady Gaga. Si bien su carrera estaba repuntando lentamente, sus problemas financieros seguían siendo un problema, por lo que decidió mudarse con su amigo John Dadzie (o 12th Planet), quién le dejó dormir en su sofá por unos meses.

Logotipo de Skrillex, utilizado desde 2010.

En 2010 y, de manera ilegal, consiguió instalarse en un almacén de Downtown Los Ángeles en donde pagaba cincuenta centavos de dólar por pie cuadrado, y, durante la primera mitad de ese año, remezcló «Rock That Body» de The Black Eyed Peas y «Alejandro» de Lady Gaga. Fue el 7 de junio que presentó su EP debut, My Name Is Skrillex, lanzado de forma independiente y gratuita a través de Blood Company. Este material pasó bastante desapercibido al momento de su lanzamiento, y su sencillo principal «WEEKENDS!!!» (en colaboración con Sirah) no se popularizó sino hasta dos años después, hecho que le llevó a figurar en la lista Canadian Hot 100 en abril de 2012, y a recibir certificaciones de disco de oro por las organizaciones MC (en 2012) y RIAA (en 2017).
A pesar del poco impacto de My Name Is Skrillex, su obra llegó a oídos de Joel Zimmerman (o Deadmau5), quién se puso en contacto con él. En ese momento, Moore se encontraba en plena realización de un nuevo EP con características experimentales, y luego de permitirle la escucha de dicho trabajo a Zimmerman, fue fichado por el sello discográfico Mau5trap para publicar su material próximo. 137 días después del lanzamiento de su obra prima y titulado en honor al decimocuarto álbum de David Bowie, Scary Monsters and Nice Sprites fue publicado y se convirtió en un éxito comercial. Considerado por varios medios como uno de los trabajos de música EDM más revolucionarios de la década de los años 2010, fue el principal responsable de la popularización del género brostep (generalmente confundido con el dubstep) en la escena musical. La canción homónima del proyecto se convirtió en un superventas y recibió doble certificación RIAA de disco de platino mientras que, en el ámbito crítico, fue considerada por Billboard la segunda mejor canción dubstep de la historia y la novena mejor canción de música EDM de los años 2010.

### Apogeo de su carrera y éxito internacional (2011-2012)
La popularidad de su música creció exponencialmente en 2011, año en el que realizó 322 presentaciones y fue colocado en el 18.° lugar del listado «Top 100 DJs» de DJ Magazine. Su versatilidad en relación con los géneros musicales que exploró en su discografía le valió ser reconocido popularmente como el Quentin Tarantino de la música EDM y, según Tiësto, su sonido trajo «una nueva energía fresca» a la industria. A pesar de esto, la fama que obtuvo Moore fue mal vista por varios oyentes de la música dubstep clásica, quienes comentaron que su sonido era demasiado agresivo y similar al heavy metal. Estas críticas fueron lideradas por los músicos Skream y Rusko: mientras que el primero consideró a su música como la destrucción del género, el segundo comentó que escuchar su obra era como oír a alguien gritar durante una hora.
En junio publicó More Monsters and Sprites, EP que contó con los sencillos superventas «First of the Year (Equinox)» y «Ruffneck» (certificados por la RIAA como disco de platino y disco de oro respectivamente). Esta obra significó su último lanzamiento sin la firma de su sello discográfico OWSLA, el cual fundó a finales de ese año y bautizó en honor a un ejército de conejos parte del libro Watership Down de Richard Adams. De esta manera y ocho días antes de finalizar el año publicó Bangarang, el trabajo más exitoso de su carrera en solitario. Galardonado disco de platino en cuatro países e incluido en el 14.° lugar de la lista Billboard 200, este EP terminó de consolidarlo dentro de la música mainstream. Según comentó Marlow Stern, Skrillex fue el principal responsable de que Estados Unidos se volviese «completamente gaga» en relación con la música EDM durante este período, e incluso inspiró a varios músicos (como Justin Bieber) a experimentar con el sonido dubstep en sus discografías.
Su primera participación en los Premios Grammy tomó lugar en 2012, durante la 54.° edición de la ceremonia. Allí, fue nominado a cinco categorías distintas —incluido a mejor artista nuevo— y consiguió vencer en tres. Obviando la composición de «Reptile's Theme» (para el videojuego Mortal Kombat) en 2011, fue en ese año que su música comenzó a figurar en múltiples videojuegos y películas: entre estas apariciones, se destacan un cameo y la realización del sencillo «Bug Hunt» para la película Wreck-It Ralph, y la utilización de su sencillo «Make It Bun Dem» en Far Cry 3. Esta última fue considerada por varios medios como una de las mejores y más memorables inclusiones musicales de toda la historia videojueguil.
Únicamente entre 2011 y 2012, Skrillex consiguió ocho discos de platino y dos discos de oro en los Estados Unidos. Además, fue catalogado por la revista Forbes como el segundo pinchadiscos con más ganancias en este período, con quince millones de dólares estimados.

### Álbum debut y comienzo de su carrera como coproductor (2013-2016)

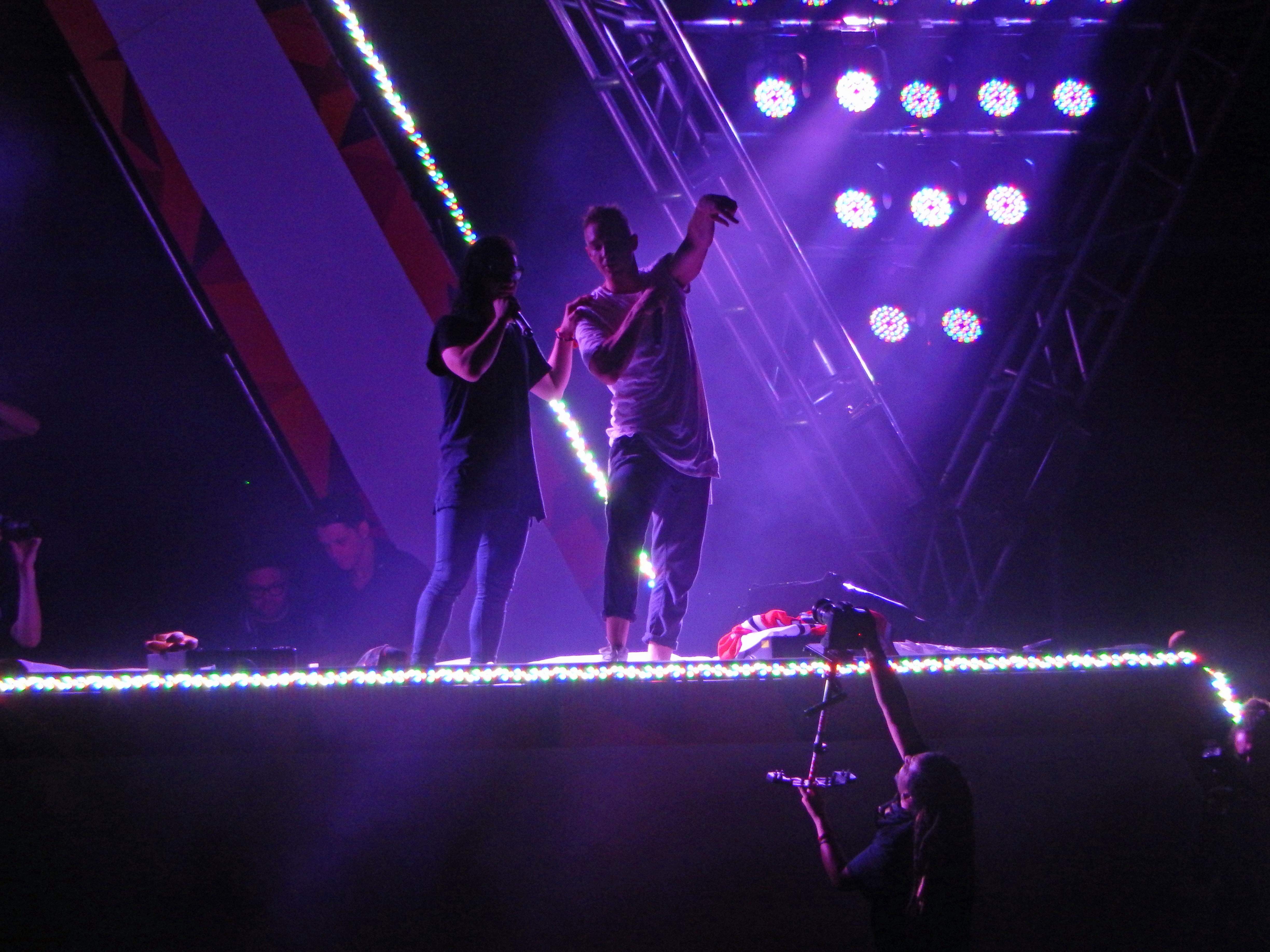
Skrillex junto a Diplo en el festival Spring Awakening de Chicago. 13 de junio de 2014.

En octubre de 2013 publicó el sencillo «Try It Out» con Alvin Risk, el cual generó varios rumores entre sus fanáticos sobre el anuncio de un álbum de estudio próximo a estrenarse. Los mismos no fueron confirmados hasta el 11 de marzo de 2014 cuando, en colaboración con Motim Technologies, publicó el videojuego Alien Ride en las plataformas Google Play y App Store. Inspirado en obras como Asteroids y Galaga, este shooter con estilo retro permitía oír de manera anticipada todas las canciones pertenecientes a su nuevo álbum musical. Recess fue publicado de manera oficial una semana más tarde, y presentó consigo una diversa variedad de géneros musicales como brostep, drum and bass, jazz y future garage, además de influenciar su canción epónima en el sonido moombahton. Si bien la obra consiguió ingresar en el cuarto puesto de la lista Billboard 200, las ventas no fueron equiparables a las de Scary Monsters and Nice Sprites y Bangarang, consiguiendo en diez meses vender 149 mil copias.
Luego de esto, Moore dedicó su atención principalmente al supergrupo Jack Ü, que formó con Diplo en 2013. En lo que restó de año, solo participó como colaborador principal en la canción «Only Getting Younger» de Elliphant y publicó tres EPs de remezclas para cuatro canciones de Recess: Recess Remixes, Ease My Mind v Ragga Bomb Remixes y Dirty Vibe Remixes.
Su discografía personal dejó de ser prioritaria en 2015, año que dedicó para participar en proyectos de otros músicos. Si bien en este período consiguió un disco de oro por su participación en el sencillo «El Chapo» de The Game, su trabajo más destacado fue como coproductor del álbum Purpose de Justin Bieber. Con este último fue nominado a un premio Grammy por mejor álbum del año, y de hecho, el propio Bieber lo mencionó como el principal responsable del sonido de la obra.
En 2016 publicó tres canciones de propia autoría para dos álbumes recopilatorios ajenos: realizó, por un lado, «VIP's» y «Pretty Bye Bye» para el álbum OWSLA Worldwide Broadcast de su disquera, mientras que por el otro «Purple Lamborghini» con Rick Ross para la banda sonora de la película Suicide Squad, sencillo galardonado como disco de platino en Estados Unidos. También coprodujo  «Go Off» de M.I.A. —single estrenado a través de la BBC Radio 1— e incursionó por segunda vez en el k-pop al participar de la realización de «싫어 (Hate)» de la girlband 4Minute, canción que dos años más tarde fue utilizada como inspiración de «POP/STARS», sencillo debut de la banda virtual K/DA forjada por Riot Games.
Skrillex no solo dedicó su año a la música, sino que también realizó junto a Jodeb y Wiwek el cortometraje Still In The Cage, grabado en Tailandia y estrenado el 17 de agosto en el Ace Hotel, en Downtown Los Ángeles.

### Auge como coproductor y colaboraciones varias (2017-2020)
En 2017 y con motivo de celebración de su 29.° cumpleaños, se reunió con su antigua banda From First to Last, en la cual no tocaba desde hacía una década. Juntos publicaron el sencillo punk-rock «Make War» bajo OWSLA y Sumerian Records, y realizaron un concierto en el club Emo Nite de Los Ángeles durante los primeros días de febrero. Esta reunión finalizó con la publicación de «Surrender» un año después.
Siguiendo con su carrera como coproductor, participó más tarde en la realización del álbum 8 de Incubus y trabajó además en canciones para Fifth Harmony, Kimbra, Diplo, MØ, Juanes y Poo Bear. Con este último colaboró poco tiempo después en uno de los dos sencillos que publicó ese año, «Would You Ever», galardonado con disco de oro en dos países. El otro fue «Chicken Soup» con Habstrakt, una canción bass house que, gracias al éxito que tuvo entre los pinchadiscos en festivales de música electrónica, posicionó a Moore en el primer lugar de la lista «Top 101 Producers» de 1001Tracklist por segundo año consecutivo.
En 2018 coprodujo una docena de canciones para diversos músicos, entre ellos Camila Cabello, Jennifer Lopez, The Weeknd, Danny Ocean y Mariah Carey. Una de estas fue «Arms Around You», canción póstuma de XXXTentacion (en colaboración con Lil Pump, Maluma y Swae Lee) que le valió a Moore varias críticas por colaborar con Onfroy, ya que días antes de la publicación del sencillo se habían revelado grabaciones en las que este admitía haber cometido violencia de género contra su expareja.
En esos dos años coprodujo un álbum y 17 sencillos, participó como colaborador en seis canciones —cuatro de ellas para su disquera— e hizo cuatro remezclas. Si bien su posición en la lista «Top 100 DJs» de DJ Magazine se vio afectada en este período, bajando de la 9.° a la 16.° y 21.° posición, se mantuvo entre el primer y segundo lugar de la lista «Top 101 Producers» de 1001Tracklist y presentó unas ganancias anuales de 30 millones de dólares, lo que lo posicionó como el cuarto pinchadiscos mejor pagado del mundo según Forbes.
En 2019 colaboró en seis canciones, entre ellas «Face My Fears» de Hikaru Utada para el opening del videojuego Kingdom Hearts III y «Way To Break My Heart» de Ed Sheeran para el álbum No. 6 Collaborations Project, no obstante su lanzamiento más importante fue Show Tracks, un proyecto de dos canciones que significó su primer EP publicado en seis años desde Leaving en 2013. Si bien su participación como colaborador principal en sencillos incrementó en relación con los últimos dos años, su faceta como coproductor decreció considerablemente y su nombre no fue vuelto a acreditar en ninguna obra hasta mayo de 2020, con el lanzamiento del sencillo de «Plastic Doll» de Lady Gaga cual se le encargó coproducir. Ese año además participó en «Ego Death» de Ty Dolla $ign (con Kanye West y FKA Twigs) y publicó «Kliptown Empyrean», un sencillo de libre descarga que dos años y medio más tarde sería utilizado como base para la composición de «Still Here (With the Ones That I Came With)».

### Quest for FireyDon't Get Too Close(2021-presente)
En mayo de 2021 y tras siete meses desde su última obra personal, Moore publicó los sencillos «Butterflies» y «Too Bizarre» en un período de tres días. Además, en meses posteriores lanzó sus canciones «Supersonic (My Existence)» —una versión de «Supersonic» de Josh Pan y Dylan Brady— y «Don't Go» con Justin Bieber y Don Toliver. En este período coprodujo múltiples canciones y participó como colaborador principal en «In Da Getto» de J Balvin y «En Mi Cuarto» de Jhay Cortez. Si bien mantuvo con normalidad su rol como pinchadiscos, en mayo de 2022 decidió cancelar sus shows próximos con la excusa de finalizar sus álbumes, aunque meses más tarde reconoció que fue por problemas personales y falta de motivación: 

Mi madre falleció hace unos años el segundo día de la gira. Nunca lo superé. [...] Me bebí el dolor y seguí adelante. La gente pregunta por qué me he ido o me he caído, y con razón. Como he dicho, el 2022 fue como mi punto de inflexión, tuve que congelar todo, especialmente mis proyectos y mi carrera.
—Skrillex.

QFF/DGTC 23 se trató de un video críptico de 42 segundos publicado el 1 de enero de 2023 a través de las redes sociales de Skrillex. En él, se presentaba una mezcla con canciones de sus dos álbumes de estudio próximos a lanzar: Quest for Fire —compuesto mayoritariamente por canciones EDM para festivales— y Don't Get Too Close —principalmente enfocado en la música pop melódica—. Estos fueron publicados el 17 y 18 de febrero respectivamente, con una diferencia menor a veinticuatro horas entre cada uno y con el segundo siendo lanzado a mitad de un concierto suyo en el Madison Square Garden.
El 12 de noviembre, estuvo a cargo de la producción del tema De maravisha, en colaboración con la rapera dominicana Tokischa y la cantautora argentina Nathy Peluso.

## Otros proyectos musicales

### Dog Blood
Dog Blood («Sangre de perro» por su traducción literal) es un dúo musical formado por Skrillex y Boys Noize a finales de 2012. Si bien su obra es catalogada como tech house, el sonido que presenta el grupo es una fusión del dubstep de Moore con el techno de Ridha. Los lanzamientos de Dog Blood son esporádicos y su discografía está conformada únicamente por tres EPs: Next Order / Middle Finger (2012), Middle Finger Pt. 2 (2013) y Turn Off the Lights (2019).
En 2020 y, aunque acreditados de manera individual, el grupo recibió una nominación para un Premio Grammy a la mejor grabación dance por «Midnight Hour», un sencillo realizado en colaboración con el rapero Ty Dolla $ign que fusionaba rhythm and blues con tech house y hip hop.

### Jack Ü
Jack Ü (o Skrillex and Diplo) fue un supergrupo formado por Skrillex y Diplo en abril de 2013. Considerado como uno de los más importantes de la música EDM de la década de los 2010, el dúo publicó únicamente nueve canciones en tres años hasta su separación en 2016. Skrillex and Diplo Present Jack Ü (2015) es el único álbum del grupo y cuenta con un Premio Grammy al mejor álbum de música dance, además de una certificación RIAA de disco de oro. «Where Are Ü Now», hecha en colaboración con Justin Bieber, se convirtió en su canción más popular: consiguió veinte discos de platino repartidos en nueve países diferentes —cinco de ellos en Estados Unidos por vender 5 millones de copias—, y fue considerado como el inicio del «revivir de la carrera de Bieber» según Billboard.

[Jack Ü] fue una de las fusiones más profundas de la música electrónica y el pop en ese momento, y sí, tomaron la diéresis extremadamente en serio.
—Billboard, tras nombrar a Skrillex and Diplo Present Jack Ü el décimo álbum más importante de música EDM de los años 2010.

En sus tres años de actividad, Jack Ü recibió múltiples nominaciones a premios: siete a los International Dance Music Awards, cuatro a los MTV Video Music Awards, dos a los Premios Grammy y una a los American Music Awards.

## Obra

### Estilo musical
Skrillex ha sido aclamado por críticos desde su popularización por su amplia experimentación en géneros musicales, no obstante es considerado el principal responsable de la evolución y popularización del dubstep a nivel internacional. Originalmente su sonido era clasificado como parte de este género, pero más tarde y debido a las críticas por parte de músicos y fanáticos, se lo denominó como metalstep (o brostep de manera despectiva) por su asimilamiento con la agresividad y estilo del heavy metal.
Dentro de su obra, ha mezclado varios géneros de música electrónica: drum and bass, funk, reggaestep, moombahton, future garage, 2-step garage, bass house, trap, big room house, riddim dubstep y future bass, entre otros.

### Influencias
Desde que era líder de From First to Last en 2005, Moore ha confesado su influencia e idolatría por Aphex Twin, e incluso comentó que su canción «Flim» era la mejor de todos los tiempos según él. En este período además admitió tener admiración por la obra de Squarepusher y Autechre, y comentó su amor por la música electrónica y el drum and bass. Sin dejar su posición en la banda, contrajo un gran gusto por la obras «Operation Pipe Dream» de DJ Baron y «Hold Your Colour» de Pendulum que, según reveló (en 2018), le inspiraron a ser productor y pinchadiscos.
Si bien Michael Jackson le llevó a querer ser una estrella de rock en su infancia, quién más le marcó e inspiró a dedicarse a la música electrónica fue el dúo francés Daft Punk con su espectáculo de la pirámide en la gira Alive 2006/2007. Este fue, según Moore, el momento en el que «cambió su vida»:

Recuerdo haber visto el espectáculo de la pirámide de Daft Punk en 2007, fui completamente solo, conduciendo mi Honda Fit. Le compré un boleto a un revendedor por 150 dólares, me tiré en el piso y pasé el mejor momento de mi vida. […] Esto va a sonar muy poco convincente, pero trata de tomarlo de la manera correcta: ha habido un par de ocasiones en las que he estado tan orgulloso de lo que he hecho en vivo, como si sintiera que le había dado a alguien. El mismo tipo de sensación que tuve en ese recital de Daft Punk, y eso se siente muy bien.
—Skrillex.

Su sonido más agresivo y característico tomó forma a finales de los años 2000, gracias a la aparición de varios músicos de dubstep underground, principalmente de Los Ángeles como Excision y 12th Planet. Otros artistas internacionales influyeron a su estilo musical, tal es el caso de Noisia, Burial, Flux Pavilion, Doctor P y Borgore.

### Legado
Skrillex ha tenido mayor impacto cultural que cualquier otro pinchadiscos. […] Como artista, él está muy lejos. Para mí, él es probablemente el mejor de todos los pinchadiscos, ha llegado más lejos que cualquiera.
—Diplo.

Skrillex ha sido citado por varios músicos como una principal influencia en sus distintas discografías. Algunos artistas estadounidenses y británicos hacedores de música EDM lo han referenciado, entre ellos Zomboy, LAYZ, So Dope, Ace Aura, Carter Cruise y Whethan, además de la banda Muse, que fue inspirada por él para la realización del sencillo «The 2nd Law: Unsustainable». Su sonido también inspiró a los cantantes norteamericanos Justin Bieber y Selena Gomez, esta última reveló que él fue una de las principales inspiraciones del sonido de su álbum debut Stars Dance de 2013.
Uno de los países en donde más influencia tuvo su sonido fue Argentina, principalmente en artistas orientados a la música urbana como Bizarrap, Xovox, Mykka, Lit Killah y Omar Varela, quien lo consideró su ídolo.
Otros músicos y bandas de diferentes regiones han comentado la influencia de Skrillex en sus respectivas obras: artistas europeos como Spag Heddy y EH!DE, oceánicos como Leotrix, y sudamericanos como Harry Nach y El Cuarteto de Nos, que inspiró parte de la canción «Calma Vladimir» en su sonido. Fue reconocido también por Thomas Bangalter, quien comentó (en 2013) que Daft Punk tenía mucho respeto por Moore y que sus miembros pensaban que él «podría ser el chico que rompa el ciclo» de la música electrónica. Su éxito le llevó a ser considerado  por Mixmag como uno de los veintidós músicos que dieron forma a la música electrónica de los años 2010, además de ser catalogado como el mejor productor y pinchadiscos por el músico Laidback Luke en un listado de 2017.

#### Imagen

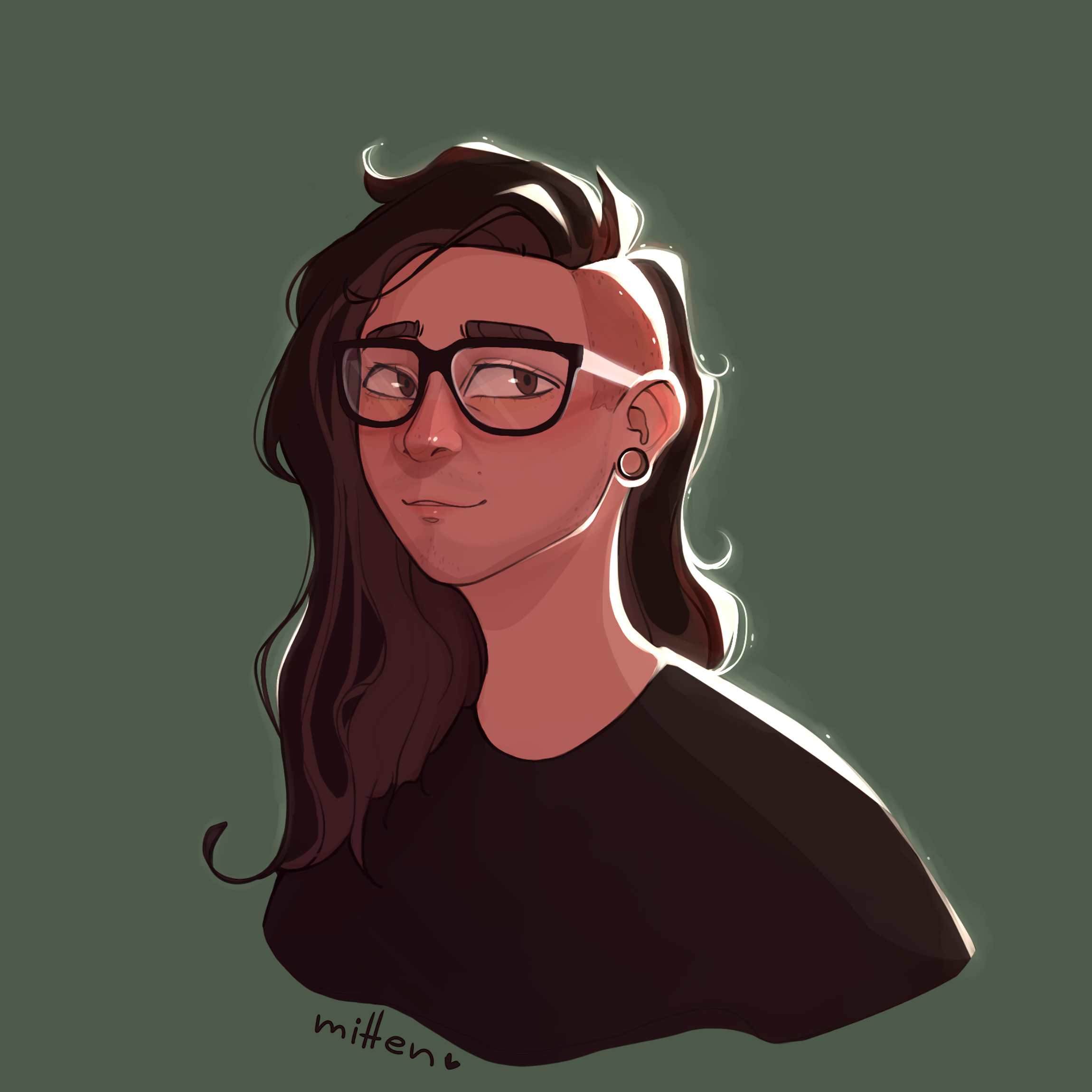
Retrato caricaturesco de Moore, realizado por Mitten en 2021.

En cuanto a imagen se refiere, ha sido considerado por algunos medios como un icono de la moda. Denominado como skate-rocker por La Nación, su estilo se basó principalmente en usar ropa minimalista (generalmente oscura), portar gafas de pasta y tener el cabello largo con el costado izquierdo rapado. 
Su figura ha sido parodiada en múltiples ocasiones, entre las mismas se encuentra el metraje «Mozart vs Skrillex» de Epic Rap Battles of History, incluido en el décimo lugar del listado de los videos más vistos de YouTube en 2013, con 42 millones de visitas.
Durante el apogeo de su carrera, su peinado —popularmente referido como «Skrillex haircut» o «corte de cabello estilo Skrillex»— se convirtió rápidamente en una tendencia social y fue imitado por varias mujeres artistas contemporáneas como Avril Lavigne, Miley Cyrus, Mel B, Ellie Goulding, Rihanna, Kesha, Willow Smith, entre otras. A pesar de esto último, el estilo recibió constantes críticas negativas por parte del público y múltiples medios orientados a la moda, llegando incluso a ser catalogado como «el peor corte de cabello de las celebridades del siglo XXI», en una votación realizada por Fabriah.com a principios de 2013.

### Logros

#### Posicionamiento en listas
| Rev.           | Lista               | Año  | Año  | Año  | Año  | Año  | Año  | Año  | Año  | Año  | Año  | Año  | Año  | Año  | Ref.  |
| Rev.           | Lista               | 2011 | 2012 | 2013 | 2014 | 2015 | 2016 | 2017 | 2018 | 2019 | 2020 | 2021 | 2022 | 2023 | Ref.  |
| -------------- | ------------------- | ---- | ---- | ---- | ---- | ---- | ---- | ---- | ---- | ---- | ---- | ---- | ---- | ---- | ----- |
| DJ Magazine    | «Top 100 DJs»       | 19   | 10   | 11   | 9[A] | 9    | 9    | 16   | 21   | 21   | 15   | 24   | 23   | 17   | [ 7 ] |
| 1001Tracklists | «Top 101 Producers» | —    | —    | —    | —    | —    | 1[B] | 1    | 2    | 3    | 71   | —    | —    | 8    | [ 8 ] |

Notas
- A^ Mejor posicionamiento en la lista «Top 100 DJs» de DJ Magazine.
- B^ Mejor posicionamiento en la lista «Top 101 Producers» de 1001Tracklists.

## Controversias

### Derrame cerebral de Jennifer Fraissl
El 11 de noviembre de 2012, Moore se presentó a pinchar en vivo en la sala Belasco Theater (en Nueva York). Fue durante el transcurso de dicho recital que se lanzó al público para realizar un stage diving, impactando de manera violenta a Jennifer Fraissl y causándole daños en el cuello. Este hecho llevaría a la joven a sufrir un derrame cerebral dieciséis días más tarde, e inició acciones legales en 2014 contra Skrillex, Lost Boys Touring (su agencia) y la sala de conciertos.

#### Juicio
El 20 de noviembre de 2018, el jurado votó 12-0 en contra de los tres acusados y se los declaró culpables: se determinó que Skrillex fue responsable del hecho en un 35%, su agencia en un 40% y la sala Belasco Theater en un 10%. Se obligó a los implicados a indemnizar a Fraissl con 4 525 402 dólares, aunque la suma fue reducida a 3 846 591 porque la afectada tuvo 15% de la culpa según el juzgado.

El activo cronograma de viajes internacionales de la señora Fraissl desde su derrame cerebral parece poco probable para alguien que sufrió el tipo de daños físicos y mentales que tanto ella como su abogado reclamaron.
—Barry Thompson, abogado de Moore.

Skrillex hizo que Jennifer Fraissl resultara herida, y el jurado vio más allá de su celebridad y riqueza para responsabilizarlo a él y a los otros acusados. […] Presentamos un caso de sentido común, a pesar de los intentos del equipo de Skrillex de culpar a la víctima.
—Seth Rosenberg, abogado de Fraissl.

### Esposado en Los Ángeles
Durante la noche del 19 de abril de 2017 en Los Ángeles, Moore fue esposado y retenido durante unos minutos por un oficial de policía del Departamento de Policía de Los Ángeles por conducir un Tesla Model X con el volumen excesivamente fuerte. El momento fue documentado y compartido por Colby Lila Kline, una transeúnte que publicó el material en su cuenta de Twitter y causó una reacción viral.
Poco después del evento, Skrillex se encargó de aclarar a través de sus redes sociales que fue esposado, mas no arrestado, y además echó la culpa del incidente de forma satírica a Elon Musk por incluir un buen equipo de sonido en su vehículo.

## Discografía
| Álbumes de estudio - 2014: Recess - 2023: Quest for Fire - 2023: Don't Get Too Close - 2025: FUS | EP - 2010: My Name Is Skrillex - 2010: Scary Monsters and Nice Sprites - 2011: More Monsters and Sprites - 2011: Bangarang - 2013: Leaving - 2019: Show Tracks |